# Patsy Kensit

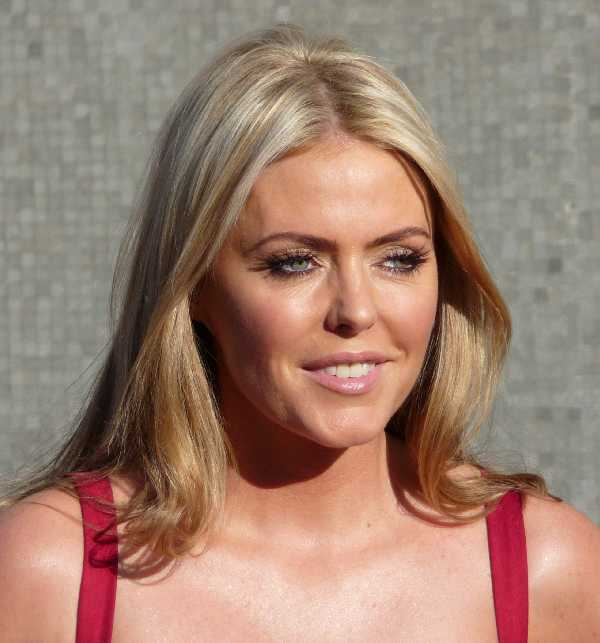
Patsy Kensit bei der BAFTA-Verleihung 2009 in London

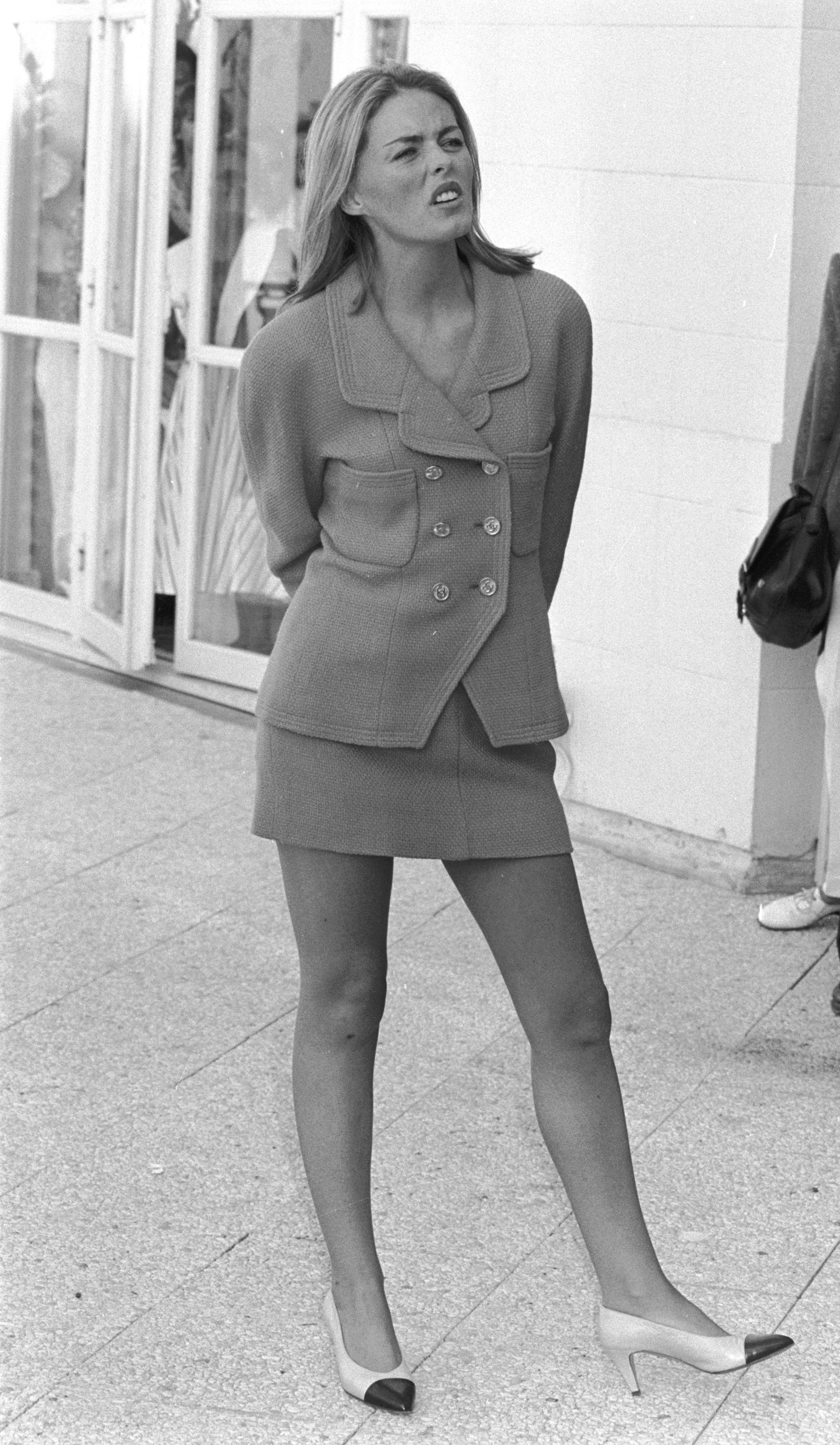
Patsy Kensit beim Festival des amerikanischen Films 1991

Patricia Jude Frances „Patsy“ Kensit (* 4. März 1968 in Hounslow, London) ist eine britische Schauspielerin und Musikerin. Bekannt wurde sie in den 1980er Jahren als Sängerin der Popgruppe Eighth Wonder mit Liedern wie I’m Not Scared und Cross My Heart sowie in der Rolle als Konsulatssekretärin Rika an der Seite von Mel Gibson im Spielfilm Brennpunkt L.A.

## Leben
Patricia „Patsy“ Kensits Mutter war Publizistin und ihr Vater Berufsverbrecher. Er war Mitglied der Londoner Bande der Kray-Zwillinge. Bereits vor der Geburt seiner Tochter trat er eine Haftstrafe an. Ihr Großvater väterlicherseits war als Falschmünzer und Räuber bekannt. Kensit hatte bereits als Vierjährige das erste Mal für einen Werbespot vor der Kamera gestanden. Nach ihrem Filmdebüt als Sechsjährige 1974 an der Seite von Mia Farrow in Der große Gatsby kam 1986 ihr Durchbruch als Schauspielerin in der Rolle der Crepe Suzette in Absolute Beginners – Junge Helden. In diesem Film sang sie das selbst komponierte Lied Having It All, mit dem sie in England kurz einen Hit landete. Sie wurde später an der Londoner Corona Theatre School ausgebildet.
Durch ihren Bruder wurde Kensit 1983 mit 14 Jahren Leadsängerin von Spice, die sich ab 1985 Eighth Wonder nannten. Eighth Wonder produzierten drei erfolgreiche Hits (Stay with Me, Cross My Heart und am populärsten der von den Pet Shop Boys geschriebene I’m Not Scared). Zusammen mit Eros Ramazzotti nahm sie das 1987 auf dessen Album In certi momenti veröffentlichte Duett La luce buona delle stelle auf. Eighth Wonder löste sich 1989 auf.
Nach der Auflösung von Eighth Wonder arbeitete Kensit wieder vermehrt als Schauspielerin. Bekannt wurde sie hier unter anderem als Rika van den Haas in dem Actionfilm Brennpunkt L.A. (1989), daraufhin folgten insbesondere in den 1990er-Jahren weitere Haupt- und Nebenrollen in Kinofilmen. In Deutschland spielte sie 1990 in dem Thriller Der Skipper. In den 2000er-Jahren hatte sie zeitweilig Hauptrollen in den langlebigen britischen Serien Emmerdale (in der Rolle der Sadie King zwischen 2004 und 2006) und Holby City (als Faye Morton von 2007 bis 2010 sowie in einem Gastauftritt 2019).
Kensit hat viermal geheiratet; alle vier Ehemänner waren oder sind noch Musiker. 1988 heiratete sie Dan Donovan von der Band Big Audio Dynamite, 1992 Jim Kerr, Leadsänger der Simple Minds. Während dieser Ehe wurde ihr erster Sohn, James, geboren. 1997 heiratete sie Liam Gallagher von Oasis. Kensit und Gallagher haben zusammen ebenfalls einen Sohn, Lennon, benannt nach John Lennon. Sie wurden 2000 geschieden. Am 18. April 2009 heiratete sie den ehemaligen Sänger Jeremy Healy der Band Haysi Fantayzee, von dem sie seit 2010 getrennt lebt.

## Filmografie (Auswahl)
- 1972: For the Love of Ada
- 1974: Der große Gatsby (The Great Gatsby)
- 1975: Ein Mann namens Hennessy (Hennessy)
- 1976: Der blaue Vogel (The Blue Bird)
- 1977–1978: The Foundation (Fernsehserie, 24 Folgen)
- 1979: Das tödliche Dreieck (Hanover Street)
- 1979: Lady Oscar
- 1983: Luna (Fernsehserie, 6 Folgen)
- 1986: Absolute Beginners – Junge Helden (Absolute Beginners)
- 1989: Alles nur Theater (A Chorus of Disapproval)
- 1989: Brennpunkt L.A. (Lethal Weapon 2)
- 1990: Chicago Joe und das Showgirl (Chicago Joe and the Showgirl)
- 1990: Bullseye – Der wahnwitzige Diamanten Coup (Bullseye!)
- 1990: Der Skipper
- 1991: Blue Tornado – Männer wie Stahl (Blue Tornado)
- 1991: Nameless – Total Terminator (Timebomb)
- 1991: 21 (Twenty-One)
- 1992: Irren ist mörderisch (Blame It on the Bellboy)
- 1992: Obsession (The Turn of the Screw)
- 1993: Blutige Ernte (Bitter Harvest)
- 1993: Full Eclipse (Fernsehfilm)
- 1995: Killing Dreams (Dream Man)
- 1995: Engel und Insekten (Angels and Insects)
- 1995: Mord bizarr (Tunnel Vision)
- 1996: Grace of My Heart
- 1998: Die menschliche Bombe (Human Bomb, Fernsehfilm)
- 1998: The Last Don II (Fernseh-Miniserie, 2 Folgen)
- 1999: Speedway Junkie (Speedway Junky)
- 1999: Janice Beard 45 WPM
- 2000: The Pavilion
- 2000: Best
- 2000: Aladdin (Fernsehfilm)
- 2001: Schwesterlein, komm tanz mit mir (Loves Music, Loves to Dance, Fernsehfilm)
- 2001: Bad Karma
- 2001: Things Behind the Sun
- 2002: The One and Only
- 2003: American Angels – Erben kann so sexy sein! (Who's Your Daddy?)
- 2003: Sturm über Shelter Island (Shelter Island)
- 2003: Darkness Falling
- 2004–2006: Emmerdale (Fernsehserie, 113 Folgen)
- 2004: A Bear's Christmas Tail (Fernsehfilm)
- 2005: A Bear's Tail (Fernsehserie, 6 Folgen)
- 2006: Played – Abgezockt (Played)
- 2007: Das Imperium der Elfen – Ihre Welt ist in Gefahr (The Magic Door)
- 2007: A Bucket o' French & Saunders (Fernsehserie, 2 Folgen)
- 2007–2010, 2019: Holby City (Fernsehserie, 169 Folgen)
- 2012–2013: Lemon La Vida Loca (Fernsehserie, 2 Folgen)
- 2017: Tina and Bobby (Miniserie, 2 Folgen)
- 2019: Agatha Raisin (Fernsehserie, Folge 3x02 Agatha Raisin und der tote Auftragskiller)
- 2021: McDonald & Dodds (Fernsehserie, Folge 2x01 The Man Who Wasn't There)
- 2021: The Pebble and the Boy
- 2022: Renegades
- 2023: EastEnders (Fernsehserie)
- 2023: Death in Paradise (Fernsehserie, Folge 13x0 Christmas Special)
- 2024: A Gangster's Kiss

## Nominierungen für Preise
- 1980 Nominiert für den Young Artist Award (Kategorie: Best Juvenile Actress in a Motion Picture) – Hanover Street
- 1992 	Nominiert für den Independent Spirit Award (Kategorie: Best Female Lead) – Twenty-One
- 2004 	Nominiert für den National Television Award (Kategorie: Most Popular Newcomer) – Emmerdale Farm
- 2005 	Nominiert für den British Soap Award (Kategorie: Soap Bitch of the Year) – Emmerdale Farm
- 2006 	Nominiert für den British Soap Award (Kategorie: Soap Bitch of the Year) – Emmerdale Farm